# Basílio, a Criança
Basílio, a Criança ou Basílio Dela (em armênio: Վասիլ Դղա; romaniz.: Vasil Dła; dła para "criança, menino"), foi o governante armênio de Caissune e Rabã. Sucedeu seu pai adotivo, Basílio, o Ladrão, em 1112. Balduíno II, conde de Edessa, torturou-o para forçá-lo a abandonar seus domínios em 1116. Basílio se estabeleceu em Constantinopla.